# 이즈라엘 키즈
이즈라엘 키즈(Israel Keyes, 1978년 1월 7일 ~ 2012년 12월 2일)는 미국의 연쇄살인범, 강간범, 방화범, 주거침입범, 은행강도다. 1996년으로부터 오레건주에서 10대의 소녀를 성폭행하는 등 강력 범죄를 저지렀다고 인정했다. 2012년 체포될 때까지 연속 강간과 살인을 저질렀다. 그는 사만다 코닉(Samantha Koenig) 살인 혐의로 재판을 기다리던 구금 중에 자살했다.

## 살해 방식
키즈는 범행 실행 오래 전에 계획하고 발각되지 않도록 특별한 조치를 취했다. 대부분의 연쇄 살인범들과는 달리 선호하는 희생자 타입은 없었다. 보통 집에서 멀리 떨어진 곳에서 살인을 하고 같은 지역에서 두 번 살인을 한 적이 없었다. 살인 행각을 할 때는 휴대전화의 전원을 끄고 현금으로 물건을 샀다. 자신과는 아무 관계도 없는 사람들을 살해했다. 버몬트주에 사는 빌과 로레인 커리어 (Bill and Lorraine Currier) 부부를 살인할 때는 알래스카주에서 시카고로 날아갔고 버몬트주까지 1000 마일을 더 운전하기 위해 차를 대여했었다. 그리고 나서 그는 살인을 수행하기 위해 2년 전에 숨겨 두었던 살인 연장을 사용했다.
키즈는 테드 번디를 동경했고 그와 몇 가지 비슷한 점을 공유했다. 둘 다 체계적이고 희생자들에 대한 소유욕를 느꼈다. 주목할 만한 차이점은 번디의 살인은 전국적으로 확산된 이유는 그가 여러 지역에 살았기 때문이었고, 키즈처럼 탐지를 피하기 위한 의도적인 노력이 아니었다. 번디는 보통 머리를 가운데 가르마를 탄 매력적인 젊은 여성들만 목표로 삼았고, 키즈는 희생자에 대한 특별한 선호도가 없었다.

## 같이 보기
- 시어도어 카진스키
- 게리 리지웨이
- 테드 번디